# Krystian Kratiuk
Krystian Łukasz Kratiuk (ur. 1986) – polski pisarz, dziennikarz, publicysta, reżyser dokumentalny, redaktor naczelny portalu PCh24.pl.
W latach 2019–2020 był redaktorem naczelnym dwumiesięcznika „Polonia Christiana”. Prowadził programy, takie jak Ja, katolik czy Ja katolik EXTRA. W 2023 został nominowany do nagrody Lwy Ordo Iuris w kategorii „Chrześcijańskie dziedzictwo narodu”. 

## Twórczość
Kratiuk zajmuje się problematyką katolicką, społeczną i polityczną, ze szczególnym uwzględnieniem zmian zachodzących w Kościele powszechnym i społeczeństwie polskim. 
W swoich powieściach i opowiadaniach Kratiuk porusza głównie tematykę wiary katolickiej oraz kondycji polskich katolików, świeckich i duchownych.   
W książce Jak Kościół katolicki stworzył Polskę i Polaków Kratiuk postawił tezę, opierając się m.in. na dziełach Feliksa Konecznego oraz Plinia Correa de Oliveiry, z której wynika, że Polska ma swój konkretny cel istnienia, jednak będzie niepodległa wyłącznie wtedy, kiedy jej społeczeństwo pozostanie katolickie. Paweł Lisicki zauważył pokrewieństwo myśli Kratiuka z myślami Henryka Rzewuskiego. 

### Wybrane publikacje książkowe
- Synod papieża Franciszka, Prohibita, 2016, ISBN 978-83-61344-96-4
- Świat według Brauna (wywiad rzeka z Grzegorzem Braunem), Stowarzyszenie Kultury Chrześcijańskiej im. Ks. Piotra Skargi, 2017, ISBN 9788388739545
- Wyznawcy kompromisów, Stowarzyszenie Kultury Chrześcijańskiej im. Ks. Piotra Skargi, 2017 ISBN 978-83-88739-56-9
- Zmienić Kościół. Synod młodych i papieża Franciszka, Prohibita, 2019 ISBN 978-83-65546-45-6
- Pachamama i umiłowana Amazonia, czyli trzeci synod papieża Franciszka, Prohibita, 2020 ISBN 978-83-65546-67-8
- Zaraza, Esprit, 2022 ISBN 978-83-66859-55-5
- Jak Kościół katolicki stworzył Polskę i Polaków, Fronda, 2022 ISBN 978-83-8079-712-3
- Wielka Zdrada, Fronda, 2023 ISBN 978-83-8079-902-8
- Kościół i świat w kryzysie, Esprit, 2023 ISBN 978-83-67530-33-0
- Opowieść wigilijna księdza Skruckiego, AA, 2024 ISBN 978-83-8340-134-8

### Filmografia
- Październikowa rewolucja, co się stało na synodzie (2015)[19]
- Bóg (2021)[20]
- Wszystkie maski Kremla (2022)[21]
- Kto zabił Jezusa? (2023)[22]
- Credo (2025)[23]

## Życie prywatne
Jest żonaty.